# Mauro Galvano
Mauro Galvano (ur. 30 marca 1964 w Fiumicino) – włoski bokser, były mistrz świata WBC w kategorii superśredniej.

## Kariera zawodowa
Jako zawodowiec zadebiutował 26 lutego 1986 r. Do końca 1989 r. stoczył 17 walk, z których 14 wygrał, 2 zremisował i 1 przegrał. 31 marca 1990 r. zmierzył się z Brytyjczykiem Markiem Kaylorem o mistrzostwo Europy w wadze superśredniej. Galvano zwyciężył jednogłośnie na punkty i zdobył pas.
15 grudnia 1990 r. otrzymał szansę walki o zwakowany przez Raya Leonarda pas WBC w wadze superśredniej. Galvano zwyciężył w pojedynku o mistrzostwo, Argentyńczyka Dario Matteoniego jednogłośnie na punkty (114-113, 114-113, 117-113). 27 lipca 1991 r. przystąpił do pierwszej obrony pasa. Galvano zwyciężył jednogłośnie na punkty, Amerykanina Rona Essetta. 6 lutego 1992 r. obronił tytuł po raz drugi, pokonując jednogłośnie na punkty, Paragwajczyka Juana Carlosa Giméneza.
3 października 1992 r. w kolejnej obronie zmierzył się z byłym mistrzem świata wagi średniej, Nigelem Bennem. Benn zwyciężył przez TKO w 4. rundzie, gdyż Włoch był niezdolny do walki z powodu rozcięć na twarzy. 6 marca 1993 r. doszło do rewanżu. I tym razem lepszy okazał się Benn, który zwyciężył jednogłośnie na punkty. Po tej porażce, Galvano czterokrotnie walczył jeszcze o mistrzostwo Europy, ale za każdym razem doznawał porażki. Karierę zakończył 15 marca 1997 r. po przegranym pojedynku z Andriejem Szalikowem.